# Alcides Greca
Alcides Greca (13 de febrero de 1889, San Javier, Santa Fe, Argentina - 16 de abril de 1956, Rosario, Santa Fe, Argentina) fue un abogado, periodista, cineasta, jurista, profesor, escritor y político argentino, que dirigió la película El último malón de 1917 y defendió la causa indígena en Santa Fe, además de ser socialista, radical y partidario de la reforma universitaria.

## Biografía

### Primeros años
Alcides nació como segundo hijo del matrimonio de don Francisco Greca y de doña Magdalena Trucco, inmigrantes de origen italiano y francés, el 13 de febrero de 1889, en la localidad de San Javier, Santa Fe. Sería parte de una numerosa familia, compuesta por once hermanos más: Silvio, Erminda, Francisco, Alejandro, Teodora, Magdalena, Ana, Mercedes, María Isabel, Clorinda y Dora.
En la misma ciudad recibe su primera educación, y tiene como compañeros a los indígenas mocovíes, lo que más tarde influyó en sus trabajos. Para el nivel secundario se traslada a la ciudad de Santa Fe, en el Colegio de la Inmaculada Concepción de los jesuitas, y termina la secundaria en el Colegio Nacional Simón de Iriondo, siendo egresado de la primera promoción de estudiantes.

### Inicios de su carrera literaria y periodística
Más tarde viaja a La Plata, Buenos Aires, para estudiar abogacía, y escribe sus primeras líneas de El Evangelio Rebelde, Laureles del Pantano, y Lágrimas Negras. Faltando muy poco para recibirse, abandona su carrera para ser electo diputado por su departamento en 1912.
En 1907, decide empezar su carrera periodística, y funda su primer periódico El Mocoví, en San Javier. Luego, Alcides fundaría los periódicos La Pura Verdad, El Paladín del Norte y La Palabra (antecedente del actual El Litorial), en 1912, 1914 y 1915 respectivamente. Estos últimos dos serían establecidos en la ciudad de Santa Fe. Además, colaboriaría con el diario La Capital de Rosario y la revista de Ciencias Jurídicas y Sociales de Universidad del Litoral.
Mientras tanto, en 1909, pública su primer libro, Palabras de Pelea. Más tarde, termina Sinfonía del Cielo, una serie de himnos en prosa, y Lágrimas Negras, una historia de locura y dolor, en el año 1910. Y en 1915 pública Laureles del Pantano y El Evangelio Rebelde.

### El último malón
Es reelecto diputado provincial en 1916, y en 1917 filma El último malón, siendo este el primer largometraje argentino en 35 milímetros que se filma en el interior del país. En el mismo se recrea la última rebelión indígena acaecida en territorio santafesino, fruto de la persecución al aborigen desde la Ley de Territorios de 1884. Se basa en los hechos sucedidos en el mes abril de 1904. Esta película es producida en Rosario, por Greca Film Empresa Cinematográfica Rosarina, en Av. Pellegrini al 1655. También termina sus estudios de Derecho en La Plata.
En 1920 contrae matrimonico con Rosa Pierri, conocida como Roxana. Ese mismo año es electo senador, y diputado constituyente para la reforma de la Constitución Provincial. En 1921 nacé el único hijo de la pareja, Alcibíades Alejandro Greca.
Es nombrado titular de Derecho Administrativo y Derecho Municipal Comparado, en la Facultad de Ciencias Jurídicas y Sociales de la Universidad del Litoral, donde dictaría cátedra por 27 años, comenzandó el 5 de julio de 1921. Por esos años realiza unos viajes por el interior del país, y en 1923 visita Chile, Perú, Bolivia y Uruguay, junto a los hermanos Ángel y Alfredo Guido. Dos años después sería electo diputado nacional por segunda vez.
Ya en 1927 empieza a publicar diversos libros. La primera novela publicada sería en ese año, Viento Norte, que mereció elogiosos juicios de la prensa nacional y extranjera. En 1929 aparece La Torre de los Ingleses, el cual contiene crónicas de los viajes realizados en el año 1923, y en 1932 pública Cuentos del Comité.
Sería reelectó diputado nacional en 1930, pero no puede finalizar su mandato a causa del golpe de Estado del general Uriburu, y el 9 de diciembre de 1933 es detenido y llevado a la isla Martín García, a causa de diferentes motívos políticos. Luego de salir de ella, pública Tras el alambrado de Martín García.
En Chile, Alcides pública La Pampa Gringa, siendo el protagonista de esta novela el sur santafesino, en 1936, y, ya en Santa Fe, pública Tragedia espiritual de los Argentinos que hoy tienen 20 años, como edición de la UNL.

### Sus últimos años
Con su esposa, viajan por Europa en el año 1951, pero tienen que volver antes por el fallecimiento de una nieta. En 1954, se jubila como profesor universitario, compra una chacra y se traslada hacia la ciudad de Oliveros, en donde se dedica a cultivar su huerta y jardín.
Más tarde, se le sería diagnosticado pancreatitis, y es trasladado con urgencia a un hospital de Rosario, pero el 16 de abril de 1956 fallece en una sala del Hospital Italiano.

## Obras

### Obras narrativas
- Palabra de Pelea (1909)
- Sinfonía del Cielo (1910)
- Lágrimas Negras (1910)
- El Evangelio Rebelde (1915)
- Laureles del Pantano (1915)
- Viento Norte (1927)
- La Torre de los Ingleses (1929)
- Cuentos del Comité (1931)
- Tras el alambrado de Martín García (1934)
- La Pampa Gringa (1936)

### Películas
- El último malón (1917)

### Obras científicas sociales
- Influencia de la técnica en la evolución del derecho y del Estado
- Problemas del Urbanismo en la República Argentina
- El régimen de los servicios públicos en la ley orgánica municipal
- El régimen de la licitación pública
- El privilegio de los contratos públicos
- El sistema de la economía mixta en la realización de los servicios públicos
- Una Nueva Capital para la Nación Argentina (1950)